# Nándor Fazekas
Nándor Fazekas, (ur. 16 października 1976 w Kecskemét), węgierski piłkarz ręczny, reprezentant kraju, bramkarz. Obecnie występuje w węgierskim MKB Veszprém KC.

## Sukcesy
- 2001: finalista Ligi Mistrzów
- 2009: puchar EHF
- 2002, 2003, 2004, 2010: puchar Węgier
- 2002, 2003, 2004, 2010: mistrzostwo Węgier